# Шарц, Александр Кузьмич
Алекса́ндр Кузьми́ч Шарц (Шарцев) (6 октября 1906, хутор Старая Каменка, Оханский уезд, Пермская губерния — 9 марта 1986, Пермь) — советский журналист, библиограф, краевед-историк, председатель Молотовского (Пермского) горисполкома с марта 1944-го по ноябрь 1945 года. Автор значительного количества научно-исследовательских работ по истории революционного движения, истории культуры и техники на Урале.

## Биография
Родился 6 октября 1906 года на хуторе Старая Каменка Оханского уезда Пермской губернии (ныне — Сивинский район Пермского края). Из семьи рабочего Шишковского завода Оханского уезда Пермской губернии (позднее фабрика «Северный коммунар», Сивинского района Пермской области).
В 1922 году окончил Серафимовскую среднюю школу и поступил по путевке ЦК комсомола в Пермский государственный университет.
Студентом Шарц пробовал свои силы в журналистике, в литературе. Комсомольская газета «На смену» и журнал «Юный пролетарий Урала» печатали его стихи.
В 1926 году принят в ряды коммунистической партии и окончил физико-математическое отделение педагогического факультета (Ф. 7415. Оп.1. Д. 4. Л. 1, 2) (иначе: физико-математический факультет) Пермского университета.
После окончания университета с 1926 года — заведующий начальной школы II ступени в селе Серга Пермско-Сергинского района Пермской области; с 1928 года — заместитель директора лесного техникума в г. Соликамске (по другим данным: с 1926-го по 1929 годы директор и преподаватель математики в Сергинской средней школе Сергинского района Уральской области; с 1930-го по 1931 год — заместитель директора по учебной части Соликамского лесного техникума).
В декабре 1931 года переехал в Пермь.
10 февраля 1932 г. направлен Уральским обкомом ВКП(б) на строящийся авиамоторный завод № 19 им. И. В. Сталина. Работал в должностях инженера-методиста отдела кадров, заместителя директора авиационного техникума по учебно-производственной части, начальника отдела подготовки кадров (Ф. 7415. Оп. 1 Д. 4. Л. 4).
В 1935 году окончил второй вуз — Московский авиационный институт по факультету моторостроения. Учился по направлению и на средства завода № 19. По завершении обучения назначен начальником отдела кадров.
По распоряжению Свердловского обкома ВКП(б) А. К. Шарц был направлен в 1937 г. на работу директором педагогического училища в Мишкино Челябинской области (по другим данным: с 1936-го по июль 1938 г. — директор Мишкинского педучилища Челябинской области).
В сентябре 1938 года по решению Оргбюро ЦК ВКП(б) утвержден заведующим отделом народного образования Свердловского облисполкома, а в 1940 году избран секретарем Свердловского обкома партии по авиационной промышленности.
С 1941 года на партийной и советской работе в Свердловске и Перми.
С 30 сентября 1942 года — заместитель председателя Молотовского облисполкома.
С марта 1944-го по ноябрь 1945 года — председатель Молотовского (Пермского) горисполкома. Награждён медалью «За доблестный труд в Великой Отечественной войне 1941—1945 гг.» (1945).
В ноябре 1945—1946 — заместитель заведующего отделом агитации и пропаганды Молотовского обкома ВКП(б).
С июля 1946 года занимался научно-исследовательской и педагогической деятельностью. Зачислен старшим научным сотрудником в Молотовский госуниверситет. В 1946 году подготовил диссертацию на соискание ученой степени кандидата исторических наук по теме «Посессионные крестьяне на Урале» (Ф. 7415. Оп. 1. Д. 30, 31). Работал старшим преподавателем кафедры истории народов СССР Молотовского университета, с 5 марта 1948 по январь 1949 года исполнял обязанности декана историко-филологического факультета.
В 1950 году А. К. Шарц представил в Ленинградский политехнический институт им. М. И. Калинина диссертацию на соискание ученой степени кандидата технических наук (Ф. 7415. Оп. 1. Д. 32, 33). Тема этой работы была «Изобретение электрической сварки металлов (историко-технический анализ работ Н. Г. Славянова)». По неизвестным причинам защититься не удалось.
С 1950 года — преподаватель вечернего университета марксизма-ленинизма при Молотовском горкоме КПСС.
В 1951—1966 годах — директор Центральной научно-технической библиотеки Молотова (Перми) (по другим данным — с 1950 года).
С 1966 года на пенсии. Член Географического общества при Академии наук СССР с 1924 года, член Всесоюзных добровольных обществ ДОСААФ, ДОСАРМ, общества «Знание» (Ф. 7415. Оп. 1. Д. 192—193). Лектором Всесоюзного общества «Знание» за многие годы провёл сотни выступлений. С его помощью были созданы школьные музеи в Северокоммунарской средней школе Сивинского района, музей им. П. П. Бажова при школе № 14 в г. Перми (Ф. 7415. Оп. 1. Д. 176, 278). Один из консультантов биобиблиографического словаря «Урал литературный» (1988) — первой на Урале региональной литературной энциклопедии. Собрал и опубликовал библиографические материалы литературоведов Павла Богословского и Леонида Большакова, собирателя и хранителя материалов о жизни и творчестве Д. Н. Мамина-Сибиряка Бориса Удинцева.
Скончался 9 марта 1986 года в Перми.
Более 50 лет складывалась документальная коллекция А. К. Шарца, переданная на хранение в Государственный архив Пермской области и в партийный архив Пермского обкома КПСС.

## Критика
Исследователями, пишет Е. Н. Шумилов, «отмечены отсутствие у автора должной критичности к использованным материалам, вольное обращение с документальными источниками, что привело к порождению краеведческих мифов, вводящих в заблуждение широкую читательскую аудиторию». Среди них — «рассказы о поэте-ямщике Макарове, авторе песни „Однозвучно гремит колокольчик“, … о надписях, сделанных в пермской пересыльной тюрьме Ф. М. Достоевским и пр.».